# Rodrigo Defendi
Rodrigo Defendi (ur. 16 czerwca 1986 w Ribeirão Preto) – piłkarz brazylijski grający na pozycji środkowego obrońcy.

## Kariera
Rodrigo urodził się w mieście Ribeirão Preto. Piłkarską karierę zaczynał w sąsiednim stanie, w Minas Gerais, w mieście Belo Horizonte. Trafił do szkółki tamtejszego klubu Cruzeiro EC. W barwach pierwszej drużyny nie rozegrał żadnego spotkania. W 2000 roku, gdy miał 16 lat, został zauważony przez Franka Arnesena, gdy ten był dyrektorem sportowym w PSV Eindhoven. Latem 2004 trafił do Europy i stał się pierwszym nabytkiem duetu Arnesen-Jacques Santini w Tottenhamie Hotspur, który zapłacił wówczas za Rodrigo 600 tysięcy funtów, a on sam podpisał kontrakt już 3 lipca, ale do zespołu oficjalnie dołączył w sierpniu, gdyż czekał na wyrobienie paszportu. W Premier League Defendi nie zdołał jednak zadebiutować i występował tylko w rezerwach klubu. W styczniu 2006 został wypożyczony do zespołu z Serie A, Udinese Calcio. W jego barwach zadebiutował 23 lutego w meczu Pucharu UEFA z RC Lens, przegranym 0:1. 3 dni później Rodrigo rozegrał swój pierwszy mecz w Serie A, przegrany 1:3 z Interem Mediolan. W całym sezonie w Serie A wystąpił jeszcze w jednym meczu, z Ascoli Calcio oraz w jednym w Pucharze UEFA, z Lewskim Sofia. Po sezonie 2005/2006 wrócił do Tottenhamu, a następnie w sierpniu 2006 przeszedł na wypożyczenie do AS Roma, gdzie nie przez cały sezon nie zagrał jednak w żadnym meczu.
Latem 2007 odszedł do włoskiego US Avellino, grającego w Serie B i spędził tam dwa lata. Następnie był graczem drużyn SE Palmeiras B, Paraná Clube, Vitória SC, Botafogo FR, EC Vitória, Shijiazhuang Ever Bright, NK Maribor, CD Aves oraz GD Estoril Praia.
| Rozgrywki            | Kraj       | Mecze | Bramki |
| -------------------- | ---------- | ----- | ------ |
| Primeira Liga        | Portugalia | 51    | 4      |
| Prva SNL             | Słowenia   | 35    | 1      |
| Serie A              | Włochy     | 2     | 0      |
| Serie B              | Włochy     | 15    | 0      |
| Chinese Super League | Chiny      | 3     | 0      |
| Série A              | Brazylia   | 1     | 0      |